# Stefan Kuntz
Stefan Kuntz (* 30. Oktober 1962 in Neunkirchen) ist ein ehemaliger deutscher Fußballspieler und -trainer sowie derzeitiger Funktionär. Seit Ende Mai 2024 ist er Sportvorstand des Hamburger SV.
Als Spieler machte er von 1983 bis 1999 insgesamt 449 Spiele (179 Tore) in der Fußball-Bundesliga für den VfL Bochum, Bayer 05 Uerdingen, den 1. FC Kaiserslautern und Arminia Bielefeld. Außerdem spielte er in der Türkei bei Beşiktaş Istanbul. Mit dem 1. FC Kaiserslautern wurde er 1990 DFB-Pokal-Sieger und 1991 Deutscher Meister. In den Saisons 1985/86 und 1993/94 wurde er in der Bundesliga Torschützenkönig, 1987/88 und 1989/90 auch im DFB-Pokal. Von 1993 bis 1997 war Kuntz A-Nationalspieler des DFB und wurde Europameister 1996. Im Jahre 1991 wurde er zu Deutschlands erstem Fußballer des Jahres gewählt, der bis dahin noch nicht in der Nationalmannschaft gespielt hatte.
Nach mehreren vor allem unterklassigen Stationen als Trainer, von denen der Karlsruher SC zwischen 2000 und 2002 die prominenteste war, war Kuntz von 2006 bis 2008 Manager des VfL Bochum und von 2008 bis 2016 Vorstandsvorsitzender des 1. FC Kaiserslautern. Von August 2016 bis September 2021 war er bei der deutschen U21-Nationalmannschaft wieder als Trainer tätig und führte sie sowohl bei der Europameisterschaft in Polen 2017 als auch bei der Europameisterschaft in Slowenien 2021 zum Titel. Von September 2021 bis September 2023 war Kuntz Trainer der türkischen Fußballnationalmannschaft.

## Spielerkarriere

### Verein
Kuntz begann seine Karriere 1970 bei Borussia Neunkirchen. Am 15. März 1981 bestritt er sein erstes Spiel für die Profimannschaft, die damals in der 2. Bundesliga Süd spielte. Trainer Günther Noel wechselte den damals 18-Jährigen im Spiel gegen Eintracht Trier in der 76. Minute ein. Dieses Spiel blieb seine einzige Zweitligapartie für Borussia Neunkirchen, denn der Verein stieg am Ende der Saison in die Oberliga Südwest ab.

#### VfL Bochum
In der Spielzeit 1982/83 wurde der Bundesligist VfL Bochum auf den Stürmer, der mit 36 Treffern Oberliga-Torschützenkönig wurde, aufmerksam und verpflichtete ihn für 55.000 Mark zur Saison 1983/84. Der VfL mit Trainer Rolf Schafstall setzte in dieser Zeit wegen der finanziellen Situation des Vereins auf junge Spieler. Kuntz, der nach seinem Wechsel ins Ruhrgebiet seine Ausbildung zum Polizisten fortsetzte, war beim VfL von Beginn an in der Stammelf gesetzt und kam in seiner ersten Saison auf 32 Spiele (acht Tore). Noch erfolgreicher war sein Sturmpartner Christian Schreier mit 18 Toren. Schreier wurde nach Saisonende an Bayer Leverkusen verkauft. Neuer Spieler an Kuntz’ Seite wurde Klaus Fischer. Nach elf Toren in 34 Spielen 1984/85 wurde Kuntz 1985/86 mit 22 Toren der erste Bundesliga-Torschützenkönig des VfL Bochum.

#### Bayer Uerdingen
Zur Spielzeit 1986/87 wechselte der Stürmer für 1,3 Millionen Mark zu Bayer 05 Uerdingen. Mit dem Bundesliga-Drittplatzierten der Saison 1985/86 nahm er am UEFA-Pokal teil, aus dem man in der dritten Runde gegen den FC Barcelona ausschied. In der Liga rangierte die Mannschaft von Karl-Heinz Feldkamp am Ende der Saison 1986/87 auf dem achten Platz; Kuntz erzielte sechs Tore. Er kritisierte, dass Feldkamp, der nach der Saison Uerdingen verlassen hatte, nicht zu ihm gehalten hätte. Neuer Coach 1987/88 wurde Horst Köppel, der während der Saison durch Rolf Schafstall, Kuntz’ ehemaligen Trainer beim VfL Bochum, ersetzt wurde. Für den Stürmer lief es 1987/88 besser: 13 Tore bedeuteten eine deutlich bessere Torbilanz als in der Vorsaison. Nach ebenfalls 13 Treffern 1988/89 ging Kuntz zum 1. FC Kaiserslautern.

#### 1. FC Kaiserslautern
Kuntz kehrte damit in die Nähe seines Geburtsortes Neunkirchen zurück. Sein Vater Günter wurde in Kaiserslautern geboren. Beim FCK wurde für die Spielzeit 1989/90 als Ziel die Qualifikation für den UEFA-Pokal ausgegeben, das mit dem neuen Trainer Gerd Roggensack erreicht werden sollte. Doch schon bald fanden sich die Lauterer im Abstiegskampf wieder. Im Februar 1990 wurde Roggensack entlassen und durch Karl-Heinz Feldkamp ersetzt. Kurz darauf gab es eine Aussprache zwischen Kuntz und Feldkamp, mit dem sich der Spieler in seiner Uerdinger Zeit überworfen hatte. Der FCK rettete sich schließlich vor dem Abstieg, woran Kuntz, der bereits in seiner ersten Saison Mannschaftskapitän war, mit 15 Toren Anteil hatte. Im Pokalwettbewerb war es für den FCK von Anfang an besser gelaufen. Am 19. Mai 1990 stand man im DFB-Pokalfinale gegen Werder Bremen, das die Lauterer mit 3:2 Toren gewannen. Kuntz, der mit fünf Toren im gesamten Wettbewerb zum Pokalsieg beigetragen hatte, erzielte im Finale das 3:0 in der 30. Minute. In der zweiten Halbzeit verkürzten die Bremer noch auf 3:2.
Kuntz wurde in seiner Karriere nicht nur als Stürmer eingesetzt. In der Saison 1990/91 spielte er auf verschiedenen Positionen außerhalb seiner angestammten Position, nämlich als offensiver und defensiver Mittelfeldspieler, auf der linken Außenbahn, als Manndecker und als Libero. Der FCK wurde 1991 mit einer Mannschaft ohne große Stars und mit Kuntz als Führungsspieler überraschend Deutscher Meister. Bereits ab 1989 bildete Kuntz mit Bruno Labbadia, der 1991 den FCK verließ, ein erfolgreiches Sturmduo (elf und neun Tore in der Meistersaison). Die Saison 1991/92 beendeten die Lauterer auf dem fünfen Tabellenplatz. Kuntz war erneut elfmal erfolgreich.
Nachfolger von Trainer Feldkamp wurde 1992 Rainer Zobel, unter dessen Ägide Kuntz seine Funktion als Kapitän abgeben musste. Ihm gelangen in jener Saison sechs Tore. Später bezeichnete Kuntz die Saison 1992/93 als seine „schlechteste Saison in Kaiserslautern“. Doch in der gesamten Mannschaft lief es nicht rund: Am Ende der Saison stand der FCK nur auf Platz acht und es gab Unstimmigkeiten innerhalb der Mannschaft. Zobels Vertrag wurde aufgelöst. Unter Friedel Rausch wurde Stefan Kuntz’ Torquote (26/18 1993/94 und 28/15 1994/95) sowie die Platzierung der Lauterer Mannschaft (2., 4.) wieder besser. 1995 verließ der Torjäger den FCK, nachdem man sich nicht über eine Vertragsverlängerung einig geworden war.

#### Beşiktaş Istanbul

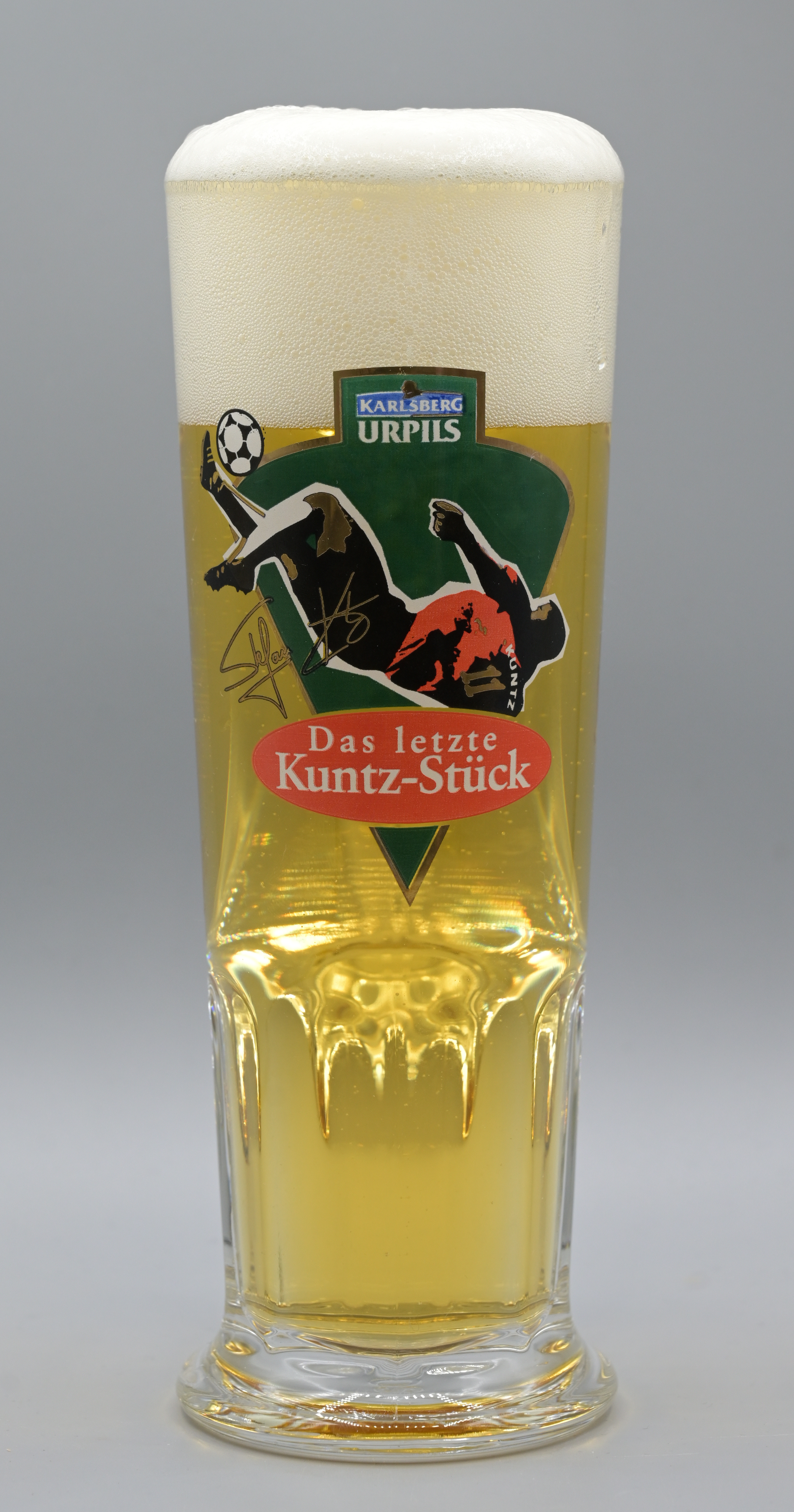
Bierglas zum Abschiedsspiel von Stefan Kuntz

Kuntz unterschrieb im Sommer 1995 einen Vertrag beim türkischen Erstligisten Beşiktaş Istanbul. Dort erreichte er mit seiner Mannschaft den dritten Platz in der Süper Lig und erzielte neun Tore in 30 Spielen.

#### Arminia Bielefeld und nochmals VfL Bochum
Kurz vor dem Saisonstart 1996/97 kehrte Kuntz nach Deutschland zurück und wechselte zum Bundesligisten Arminia Bielefeld. Im ersten Jahr erreichte die Mannschaft von Ernst Middendorp den Klassenerhalt. Kuntz, der im Sommer 1996 mit der Nationalmannschaft Europameister geworden war, erzielte 14 Tore und war damit bester Torschütze der Mannschaft. 1997/98, als der Arminia der Abstieg drohte, gab es Differenzen mit Trainer Middendorp und Manager Lamm. Middendorp übte Kritik an der Einsatzbereitschaft seines Stürmers und Georg Koch, der Torhüter der Arminia, unterstellte Kuntz sogar, bewusst nicht ins Tor zu treffen, um bei einem Abstieg zum 1. FC Kaiserslautern wechseln zu können. Noch vor Saisonende stand der Abgang von Kuntz fest. Der Wechsel zum FCK kam allerdings nicht zustande, letztendlich ging er zum VfL Bochum. Nach einer Spielzeit beim VfL, die mit dem Abstieg endete, beendete er seine Karriere.
Sein Abschiedsspiel fand am 21. Juli 2000 im Kaiserslauterer Fritz-Walter-Stadion statt, dort, wo Kuntz seine „schönste Zeit als Fußballer erlebt“ hatte.
Nach seiner Zeit als Profifußballer spielte Kuntz noch eine Saison in seiner saarländischen Heimat beim damaligen A-Ligisten SV Furpach. Anschließend wechselte er zum FC Palatia Limbach, bei dem sein Bruder als Verbandsliga-Trainer agierte.

### Nationalmannschaft
Im September 1991 stand Kuntz kurz vor seinem Debüt in der Nationalmannschaft. Er war für das Länderspiel gegen England im Wembley-Stadion eingeplant. Allerdings verhinderte ein Bänderriss, den er sich vor einem Ligaspiel gegen den FC Bayern München beim Aussteigen aus dem Mannschaftsbus vier Tage vor dem Länderspiel zugezogen hatte, seinen Einsatz.
Am 18. Dezember 1993 debütierte Kuntz, der zu diesem Zeitpunkt die Torjägerliste der Bundesliga anführte und am Saisonende Torschützenkönig wurde, in der deutschen Nationalmannschaft. Im Spiel gegen die USA (3:0) stand er in der Startelf und erzielte in der 79. Minute sein erstes Tor. Er gehörte zum Aufgebot der Nationalmannschaft bei der Fußball-Weltmeisterschaft 1994 in den USA. Er kam dort einmal zum Einsatz (Einwechslung in der 86. Minute im Achtelfinale gegen Belgien).
1996 wurde er bei der EM in England mit der deutschen Auswahl Europameister. Er schoss im Halbfinale gegen England in der 16. Minute das 1:1, durch das die Engländer in ein Elfmeterschießen gezwungen wurden, das sie verloren. Er bestritt auch das Endspiel gegen Tschechien, das durch das von Oliver Bierhoff erzielte erste Golden Goal entschieden wurde. Nach dem Gewinn der Fußballeuropameisterschaft 1996 wurde Kuntz zusammen mit der Mannschaft von Bundespräsident Roman Herzog mit dem Silbernen Lorbeerblatt ausgezeichnet.
Sein letztes Länderspiel bestritt Kuntz am 11. Oktober 1997 gegen Albanien (4:3). In insgesamt 25 Länderspielen (20 Siege, 5 Unentschieden, keine Niederlage) erzielte er sechs Tore. Er hält den Rekord der meisten deutschen Länderspiele ohne Niederlage.

## Trainer- und Managerkarriere
Am 15. November 1999 trat Kuntz bei seinem Heimatverein Borussia Neunkirchen seine erste Trainerstelle an. Er führte die Mannschaft zur Meisterschaft in der Oberliga Südwest (81 Punkte). Jürgen Friedrich, Vorstandsvorsitzender des 1. FC Kaiserslautern, wollte Kuntz im Management des FCK haben, was aber am Widerstand von Otto Rehhagel und vom Aufsichtsratsvorsitzenden Robert Wieschemann scheiterte. Zuvor hatte Kuntz in Hinblick auf ein Engagement beim FCK ein Angebot des MSV Duisburg abgelehnt. Im Mai 2000 wurde bekannt, dass Kuntz zur Saison 2000/01 Trainer des in die Regionalliga abgestiegenen Karlsruher SC wird. Der angestrebte Wiederaufstieg in das Profigeschäft wurde erreicht. Langfristig wollte der KSC zurück in die Bundesliga. 2001/02 erreichte man zumindest den Klassenerhalt. Gerade in der Spielzeit 2002/03 konnte der KSC aufgrund finanzieller Probleme kaum auf dem Transfermarkt aktiv werden. Nach nur zwei Punkten aus den ersten sechs Spielen wurde Kuntz am 25. September 2002 entlassen.
Am 3. April 2003, acht Spiele vor Saisonende, wurde Kuntz als neuer Trainer des sich im Abstiegskampf befindlichen Zweitligisten SV Waldhof Mannheim vorgestellt. Die Mannschaft hatte zu diesem Zeitpunkt fünf Punkte Rückstand auf einen Nichtabstiegsplatz. Kuntz unterschrieb einen Vertrag bis zum Saisonende mit der Option auf ein weiteres Jahr bei Erreichen des Klassenerhalts. Schließlich verlor der SV Waldhof sechs der letzten acht Spiele und stieg als Tabellenletzter ab. Waldhof musste sogar Insolvenz anmelden und 2003 in der Oberliga antreten. Kuntz wurde zur Spielzeit 2003/04 Trainer bei LR Ahlen, ebenfalls Zweitligist. Der sportliche Erfolg in der Liga blieb jedoch aus und im Pokal wurde man disqualifiziert, weil Kuntz einen vierten Nicht-EU-Ausländer eingewechselt hatte, was damals verboten war. Im November 2003 erfolgte die Trennung wegen sportlichen Misserfolgs.

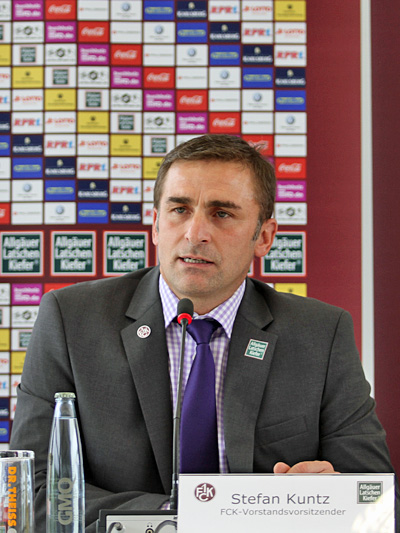
Stefan Kuntz als Vorstandsvorsitzender des FCK (2011)

Während einer anschließenden Auszeit vom Profifußball entschloss er sich, nicht mehr als Trainer bei einem Verein arbeiten zu wollen. Sein langjähriger Co-Trainer war Frank Lelle.
Kuntz studierte Sportmanagement und begann Anfang März 2005 eine Tätigkeit als Manager beim Regionalligisten TuS Koblenz. Danach war er in derselben Funktion vom 1. April 2006 bis zum 1. April 2008 beim VfL Bochum tätig.
Kuntz übernahm am 8. April 2008 den Posten des Vorstandsvorsitzenden beim 1. FC Kaiserslautern. Der Verein stand zu diesem Zeitpunkt kurz vor dem Abstieg aus der 2. Bundesliga. Im letzten Spiel wurde schließlich der Klassenerhalt noch erreicht. Beim FCK traf er auf Trainer Milan Šašić, der während Kuntz’ Tätigkeit in Koblenz als Manager dort Trainer war. Am 4. Mai 2009 wurde Šašić allerdings entlassen. In der Saison 2009/10 kehrte Kuntz mit dem 1. FC Kaiserslautern in die Fußball-Bundesliga zurück. Im ersten Jahr konnte sich der FCK im Abstiegskampf behaupten und schloss in der Abschlusstabelle sogar auf dem siebten Platz ab. Die zweite Saison endete mit dem Abstieg. In den folgenden drei Jahren scheiterte die Mannschaft jeweils relativ knapp am Wiederaufstieg. In der Saison 2015/16 rangierte man zumeist im Mittelfeld der Tabelle. Am 18. Januar 2016 wurde bekanntgegeben, dass Kuntz den FCK Ende der Saison 2015/16 aufgrund von Unstimmigkeiten mit dem Aufsichtsrat verlassen wird. Am 4. April 2016 löste Thomas Gries ihn vorzeitig ab. Im November 2016 wurde ihm bei der Jahreshauptversammlung des 1. FC Kaiserslautern für sein letztes Jahr als Vorstandsvorsitzender die Entlastung verwehrt.
Kuntz kandidierte für die Wahl des Ligavorstands am 18. August 2010 während der Generalversammlung der DFL. Seine Konkurrenten aus der Bundesliga waren Heribert Bruchhagen (Eintracht Frankfurt), Karl Hopfner (FC Bayern München) und Michael Meier (1. FC Köln). Nachdem Kuntz jedoch am Wahltag bereits bei der internen Probeabstimmung durchgefallen war, zog er – ebenso wie Michael Meier – seine Kandidatur zurück. Gewählt wurden Heribert Bruchhagen und Karl Hopfner.
Im August 2016 wurde Kuntz als Nachfolger von Horst Hrubesch neuer Trainer der deutschen U21-Nationalmannschaft. Diese führte er dreimal hintereinander ins Finale, wobei er im Juni 2017 bei der U21-Europameisterschaft in Polen und im Juni 2021 bei der U21-Europameisterschaft in Slowenien und Ungarn jeweils den Titel gewann. Zudem verantwortete Kuntz die deutsche Olympiamannschaft beim Fußballturnier der 2021 ausgetragenen Olympischen Sommerspiele 2020 in Tokio, die bereits in der Gruppenphase ausschied. Kuntz kritisierte dabei die Vereine für ihre geringe Bereitschaft, Spieler abzustellen. Das Olympiateam reiste mit 15 Feldspielern und drei Torhütern nach Japan, vier Kaderplätze blieben mangels Alternativen ungenutzt.
Nach den Olympischen Spielen betreute Kuntz die U21 noch bei den Qualifikationsspielen zur U21-Europameisterschaft 2023 im September 2021. Anschließend erteilte der DFB ihm die Freigabe, zum türkischen Fußballverband wechseln zu können. Dort übernahm Kuntz die A-Nationalmannschaft als Nachfolger von Şenol Güneş. Dieser war nach einer 1:6-Niederlage gegen die Niederlande im Rahmen der Qualifikation für die Weltmeisterschaft 2022 entlassen worden. In der Qualifikationsgruppe rangierten die Türken bei Kuntz’ Amtsübernahme nach 6 von 10 Spielen hinter den Niederlanden und Norwegen auf dem 3. Platz, wobei der Rückstand auf den 1. und den 2. Platz, der zur Teilnahme an den Play-offs berechtigt, jeweils 2 Punkte betrug. Kuntz holte in der Folge mit der Mannschaft ein Unentschieden sowie 3 Siege, womit man die Norweger noch vom 2. Platz verdrängte und in die Play-offs einzog. Dort schieden die Türken im Halbfinale gegen Portugal aus und verpassten somit die WM-Qualifikation. Anschließend schaffte man in der UEFA Nations League 2022/23 in einer Gruppe mit Luxemburg, den Färöer und Litauen den Aufstieg von der Liga C in die Liga B. Nach 4 Siegen in Folge spielte man im September 2022 gegen Luxemburg nur Unentschieden und verlor gegen die Färöer, woraufhin Kuntz in Kritik geriet. Im September 2023 wurde Kuntz nach der fünften Niederlage im 20. Türkei-Länderspiel, ein 2:4 im Freundschaftsspiel gegen Japan, als Nationaltrainer entlassen.
Ende Mai 2024 wurde Kuntz Sportvorstand des Hamburger SV, der in der Saison 2023/24 zum sechsten Mal den Wiederaufstieg in die Bundesliga verpasst hatte. Er folgte auf Jonas Boldt, der diese Position die vergangenen fünf Jahre bekleidet hatte.

## Trivia
In dem Musikvideo zu dem Lied Three Lions ’98 der britischen Band The Lightning Seeds, das symbolisch ein Spiel zwischen England und Deutschland unter Fußballfans darstellt, die sich an einer Autobahnraststätte treffen, tragen vier der deutschen Fußballfans Trikots mit der Aufschrift „Kuntz“, was englisch ausgesprochen dem vulgären englischen Wort „Cunts“ ähnelt, in Anspielung auf sein Ausgleichstor zum 1:1 gegen England im Halbfinale der Europameisterschaft 1996 und das damit einhergehende Ausscheiden der englischen Mannschaft im Elfmeterschießen im eigenen Land. Es war die Neuauflage des Liedes, das erstmals für die Europameisterschaft 1996 in England aufgenommen und 1998 für die WM in Frankreich neu eingespielt wurde. Das Lied wurde schnell zum Nummer-eins-Hit und zur internationalen Fußballhymne.
Sein Torjubel erlangte eine gewisse Bekanntheit als Kuntz-Säge.

### Sonstiges
Stefan Kuntz ist der Cousin des Sängers und Musicalkomponisten Andy Kuntz. Sein Vater Günter Kuntz spielte von 1964 bis 1968 für Borussia Neunkirchen in der Fußball-Bundesliga. Sein Sohn Marc-Maurice betreut Stefan Kuntz im Bereich Social Media und PR.
Vor seiner Karriere als Fußballer war Kuntz Polizist. Er gehört dem Kuratorium der Stiftung Jugendfußball an, die im Jahr 2000 von ihm, Jürgen Klinsmann, weiteren Nationalspielern und den Dozenten des Fußball-Lehrer-Sonderlehrgangs gegründet wurde.
Kuntz nahm am 23. Mai 1999, von der saarländischen SPD als Mitglied der Bundesversammlung nominiert, an der Bundespräsidentenwahl teil. 2010 erhielt er den Saumagen-Orden mit folgender Begründung: „In Würdigung der besonderen Verdienste in Form seiner langjährigen und beständigen sportlichen Leistungen, seiner erfolgreichen Tätigkeit für den 1. FC Kaiserslautern sowie seines sozialen Engagements im Kuratorium der Stiftung Jugendfußball!“ Anlässlich des 50-jährigen Jubiläums der Bundesliga wurde Kuntz 2013 in eine „Saarland-Jubiläums-Elf“ gewählt. Zur Wahl, die von dem Ellenfeld e. V. und dem Saarpark-Center organisiert worden war, standen alle Saarländer, die seit 1963 in der Bundesliga gespielt hatten.
Kuntz war bei der Weltmeisterschaft 2018 und der Europameisterschaft 2021 als Experte der ARD tätig.
Seit Herbst 2021 ist er Experte und Co-Kommentator bei Fußball-Bundesliga-Übertragungen der Sportsendung ran.

## Titel

### Als Spieler
Nationalmannschaft
- Europameister: 1996

Vereine
- Deutscher Meister: 1991 (1. FC Kaiserslautern)
- Deutscher Pokalsieger: 1990 (1. FC Kaiserslautern)
- Deutscher Supercupsieger: 1991 (1. FC Kaiserslautern)

Individuell
- Deutschlands Fußballer des Jahres: 1991
- Torschützenkönig
  - der Bundesliga (2): 1986, 1994 (mit Anthony Yeboah)
  - des DFB-Pokals (2): 1988, 1990 (mit Wynton Rufer)

### Als Trainer
- U21-Europameister (2): 2017, 2021

### Sonstiges
- DFB-Fair-Play-Medaille: 2019

## Statistik

### Liga
| Liga          | Spiele (Tore) | Verein |
| ------------- | ------------- | --- |
| Bundesliga    | 449 (179)     | 170 für den 1. FC Kaiserslautern 120 für den VfL Bochum 94 für Bayer 05 Uerdingen 65 für Arminia Bielefeld |
| 2. Bundesliga | 001 00(0)     | 1 für Borussia Neunkirchen                                                                                 |

Hinzu kommt eine unbekannte Anzahl an Spielen in Ligen unterhalb der 2. Bundesliga.

### Länderspiele
- 12 als Spieler von Beşiktaş Istanbul
- 11 als Spieler von 1. FC Kaiserslautern
- 2 als Spieler von Arminia Bielefeld